# 村木ひろの
村木 ひろの（むらき ひろの、1956年 - ）は日本の作曲家、編曲家、ピアニスト。東京都出身。

## 経歴
東京芸術大学及び大学院作曲科卒業。在学中、神奈川県芸術祭音楽コンクールで優勝し注目される。伴奏室内楽等で演奏する傍ら、作曲家同人深新会や21世紀音楽の会等で、新作を発表。また東京芸術大学、東京学芸大学、宇都宮大学、フェリス女学院大学で講師も務めた。現在、日本作曲家協議会会員、全日本ピアノ指導者協会会員。

## 作品
2011年ピアノ曲集「24色抒情音絵巻」を出版、自演のCDも発売されレコード芸術準推薦盤に選ばれた。2012年は弦楽器奏者野田裕美子と組んで、日本の童謡の編曲集を発表。主な作品に、歌曲「ふゆのさくら」合唱曲「創造の草笛」ピアノ曲「LIKE prelude & fuga」等がある。